# Hydroporus punctipennis
Hydroporus punctipennis är en skalbaggsart som beskrevs av J. Sahlberg 1880. Hydroporus punctipennis ingår i släktet Hydroporus och familjen dykare. Inga underarter finns listade i Catalogue of Life.